# Circuito RL
Un circuito RL es un circuito eléctrico que contiene una resistencia y una bobina en serie. Se dice que la bobina se opone transitoriamente al establecimiento de una corriente en el circuito.
La ecuación diferencial que rige el circuito es la siguiente:
{\displaystyle U=L{\frac {di}{dt}}+R_{t}.i}
Donde:

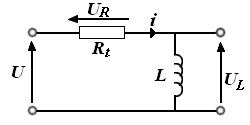
Circuito RL en serie.

- {\displaystyle U} es la tensión en los bornes de montaje, en V;
- {\displaystyle i} es la intensidad de corriente eléctrica en A;
- {\displaystyle L} es la inductancia de la bobina en H;
- {\displaystyle R_{t}} es la resistencia total del circuito en Ω.

## Régimen transitorio
La solución general, asociada a la condición inicial {\displaystyle i_{bobina}(t=0)=0}, es: 
{\displaystyle i_{bobina}={\frac {U}{R_{t}}}(1-e^{-{\frac {t}{\tau }}})}
{\displaystyle \tau ={\frac {L}{R_{t}}}}
Dónde:
- {\displaystyle i_{bobina}} es la intensidad de la corriente eléctrica del montaje, en A ;
- {\displaystyle L} es la inductancia de la bobina en H ;
- {\displaystyle R_{t}} es la resistencia total del circuito en Ω ;
- {\displaystyle U} es la tensión del generador, en V ;
- {\displaystyle t} es el tiempo en s ;
- {\displaystyle \tau } es la constante de tiempo del circuito, en s.

La constante de tiempo {\displaystyle \tau } caracteriza la « duración » del régimen transitorio. Así, la corriente permanente del circuito se establece a 99% después de una duración de 5 {\displaystyle \tau }.
Cuando la corriente se convierte en permanente, la ecuación se simplifica en {\displaystyle U=R_{t}.i}, ya que {\displaystyle L{\frac {di}{dt}}=0}.

## Régimen sinusoidal permanente
En régimen sinusoidal permanente, el circuito puede ser caracterizado por una impedancia compleja {\displaystyle Z} de valor {\displaystyle Z=R_{t}+j\omega L}.